# Некодирующие РНК

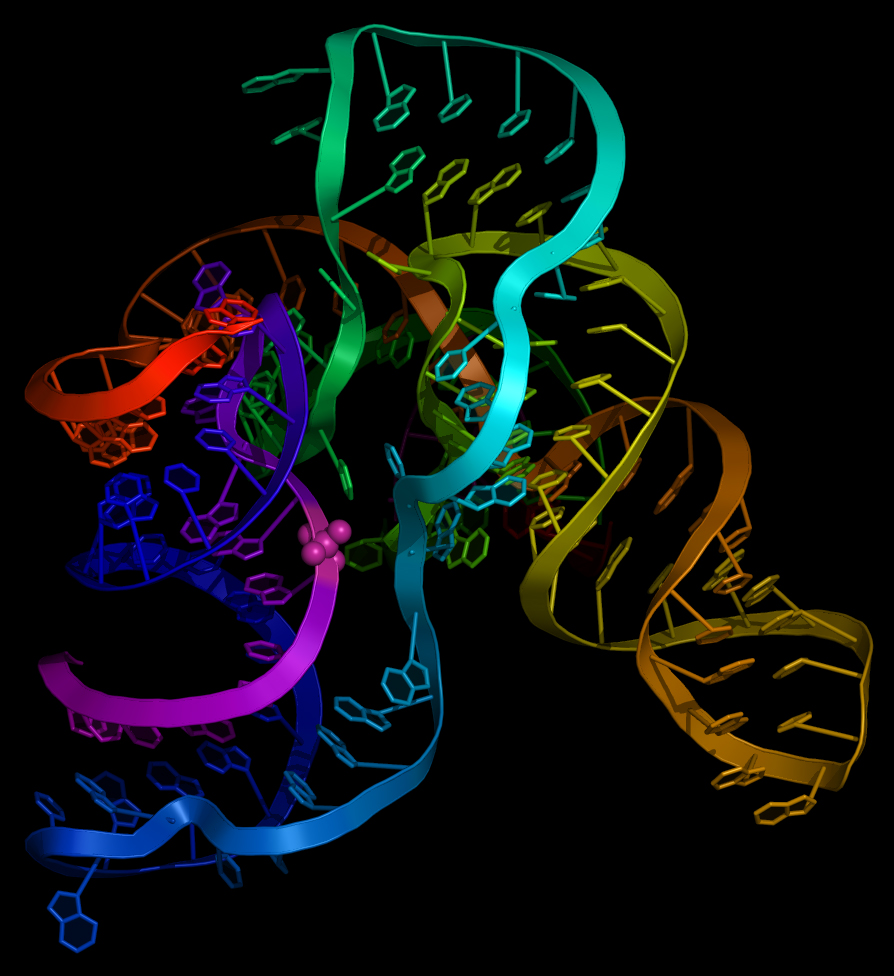
Рибозим-лигаза класса I

Некодирующие РНК (non-coding RNA, ncRNA) — молекулы РНК, которые не транслируются в белки. Ранее использовавшийся синоним — «малые РНК» (smRNA, small RNA) — вышел из употребления, так как некоторые некодирующие РНК могут быть очень большими, например, Xist.
Последовательность ДНК, на которой транскрибируются некодирующие РНК, часто называют РНК-геном.
К некодирующим РНК относят:
- транспортные РНК (тРНК),
- рибосомные РНК (рРНК),
- малые ядерные РНК (мяРНК, snRNA),
- малые ядрышковые РНК (мякРНК, snoRNA),
- антисмысловые РНК (aRNA),
- микроРНК (miRNA),
- малые интерферирующие РНК (siRNA),
- piРНК (piwiRNA, piRNA),
- длинные некодирующие РНК (lncRNA) — Xist, Evf, Air, CTN, PINK, TUG1.

Последние транскриптомные технологии (секвенирование РНК) и методы ДНК-микрочипов выявили более 30000 длинных некодирующих РНК (англ. long ncRNA). Предполагается, что они «руководят» избирательной посадкой репрессорных комплексов polycomb на определённые участки хроматина, а также направляют ДНК-метилтрансферазы и, возможно, регулируют избирательное метилирование ДНК. Более того, как оказалось, составляющие значительную часть (~20 % от общего количества длинных некодирующих РНК в геномах млекопитающих), так называемые дивергентные дднРНК, которые транскрибируются в противоположном направлении к соседним белок-кодирующим генам, регулируют транскрипцию этих соседних смежных генов.